# Axonopus suffultus
Axonopus suffultus là một loài thực vật có hoa trong họ Hòa thảo. Loài này được (J.C.Mikan ex Trin.) Parodi mô tả khoa học đầu tiên năm 1938.